# New York Nights: Success in the City
New York Nights: Success in the City è un videogioco simulatore di appuntamenti sviluppato da Gameloft Montreal e pubblicato da Gameloft per i telefoni cellulari nel 2005 e per i sistemi aventi come sistema operativo iOS nel 2009. Il titolo ricevette un sequel nel 2008 intitolato New York Nights 2: Friends For Life e uno spin-off nel 2006, Miami Nights: Singles in the City.

## Trama
La trama ruota attorno al personaggio giocabile, che può essere maschio o femmina a seconda della scelta del giocatore, il quale dopo aver vissuto per anni con i suoi genitori ad Alabama, andrà a vivere da solo per tentare la fortuna nella città che non dorme mai, New York. Qui avrà un periodo di quaranta giorni per stringere nuove amicizie, trovare un mestiere e il vero amore, se entro questo limite di tempo non avrà adempiuto a tutti questi compiti, il giocatore finirà in game over.

## Modalità di gioco
Il compito del giocatore è quello di portare il personaggio giocabile nelle varie aree disponibili e farlo socializzare con gli altri personaggi non giocabili, cercando di individuare i temi di maggiore interesse per ognuno di loro, stando però attento a non ripetere un argomento favorito troppe volte altrimenti finirà per annoiare l'interlocutore. In caso di successo, si aumenteranno i punti d'interazione mentre in quello negativo se ne perderanno alcuni; maggiore sarà il punteggio totale ottenuto è più il rapporto crescerà sfociando in una grande amicizia per i membri dello stesso sesso oppure nel caso opposto anche nell'amore.
Il personaggio giocabile inoltre può svolgere attività tipiche di altri simulatori di vita come ad esempio mangiare una pizza, farsi una doccia, fare allenamento e numerose altre; in alcuni casi bisognerà spendere parte del proprio denaro a propria disposizione, il quale potrà essere riguadagnato svolgendo alcuni mestieri part-time.
L'edizione per iOS offre un maggior numero di azioni oltre che la possibilità di passeggiare per le strade di Manhattan per andare nei vari edifici mentre in quella per i telefoni cellulari il passaggio da un luogo ad un altro avveniva automaticamente dopo aver selezionato dove recarsi dal menu. Altre differenze riguardano la grafica, più definita e realistica nella versione uscita nel 2009, le relazioni con gli altri personaggi non giocabili con dei veri e propri dialoghi, mentre in quella originale il tutto si basava maggiormente su una sfida su quale argomento sarebbe stato meglio scegliere, la personalizzazione del protagonista scelto la quale offre più opzioni ed altri dettagli minori.

## Accoglienza
| Testata                            | Versione | Giudizio |
| ---------------------------------- | -------- | -------- |
| GameRankings (media al 09-12-2019) | Cell     | 87.00%   |
| GameRankings (media al 09-12-2019) | iOS      | 60.00%   |
| GameSpot                           | Cell     | 8.2/10   |
| IGN                                | Cell     | 8.8/10   |
| Pocket Gamer                       | Cell     | [ 11 ]   |
| Pocket Gamer                       | iOS      | [ 12 ]   |
| PC Magazine                        | Cell     | [ 13 ]   |
| iPhone Italia                      | iOS      | 8/10     |

New York Nights: Success in the City ha avuto un grande successo, raggiungendo i 4 milioni di download e ricevendo recensioni abbastanza positive da parte della critica.
Avery Score di GameSpot recensì la versione originale uscita per i telefoni cellulari, trovandola avvincente e che sarebbe piaciuta ai fan di The Sims. Tra i pregi riscontrati dal recensore vi furono lo stile grafico, l'interfaccia utente molto pratica, gli effetti sonori che accompagnavano ogni azione, il gameplay altamente coinvolgente ed il fatto che seguisse bene una formula di gioco prestabilita mentre come contro il fatto di essere troppo simile ad altri titoli dello stesso genere e l'assenza di una musica di sottofondo.
Levi Buchanan di IGN parlò a sua volta dell'edizione originale, definendo il titolo come raro in quanto riesce ad intrattenere il giocatore oltre i classici dieci minuti. Chris James di Pocket Gamer valutò sempre la versione classica con tre stelle su cinque, trovando interessante solo inizialmente lo stile di gioco, il quale una volta completato sarebbe stato difficilmente rigiocato; contrariamente il collega Keith Andrew diede tre stelle e mezzo su cinque alla sua incarnazione su iOS, reputandolo essenzialmente uno simulatore di vita divertente nel costruire amicizie e trovare il rispettivo partner in amore, ma troppo stentato per definirlo un classico.
Peter Sucio parlò sempre positivamente dell'edizione del 2005, apprezzando l'interfaccia che vedeva il giocatore socializzare con gli altri personaggi non giocabili e la sua semplicità ma criticò i continui tempi di caricamento. Giuseppe Migliorino di iPhone Italia approvò nella versione per iOS per la grafica colorata mentre ritenne che il comparto audio sarebbe potuto essere migliore, oltre ciò parlò della giocabilità da lui definita ottima e della longevità come il punto forte del gioco.